# Kostel svatého Petra a Pavla (Skviřín)
Kostel svatého Petra a Pavla se nachází na mírné vyvýšenině ve východní části návsi obce Skviřín, obklopený bývalým hřbitovem. Vstup ke kostelu se nachází na západní straně hřbitovní zdi. Předpokládá se, že kostel byl vystavěn jako součást komplexu dvorce. Důkazem může být zachovalý vchod v prvním patře, který vedl na tribunu kostela anebo ohradní zeď vedoucí okolo celého hřbitova.

## Stavební fáze

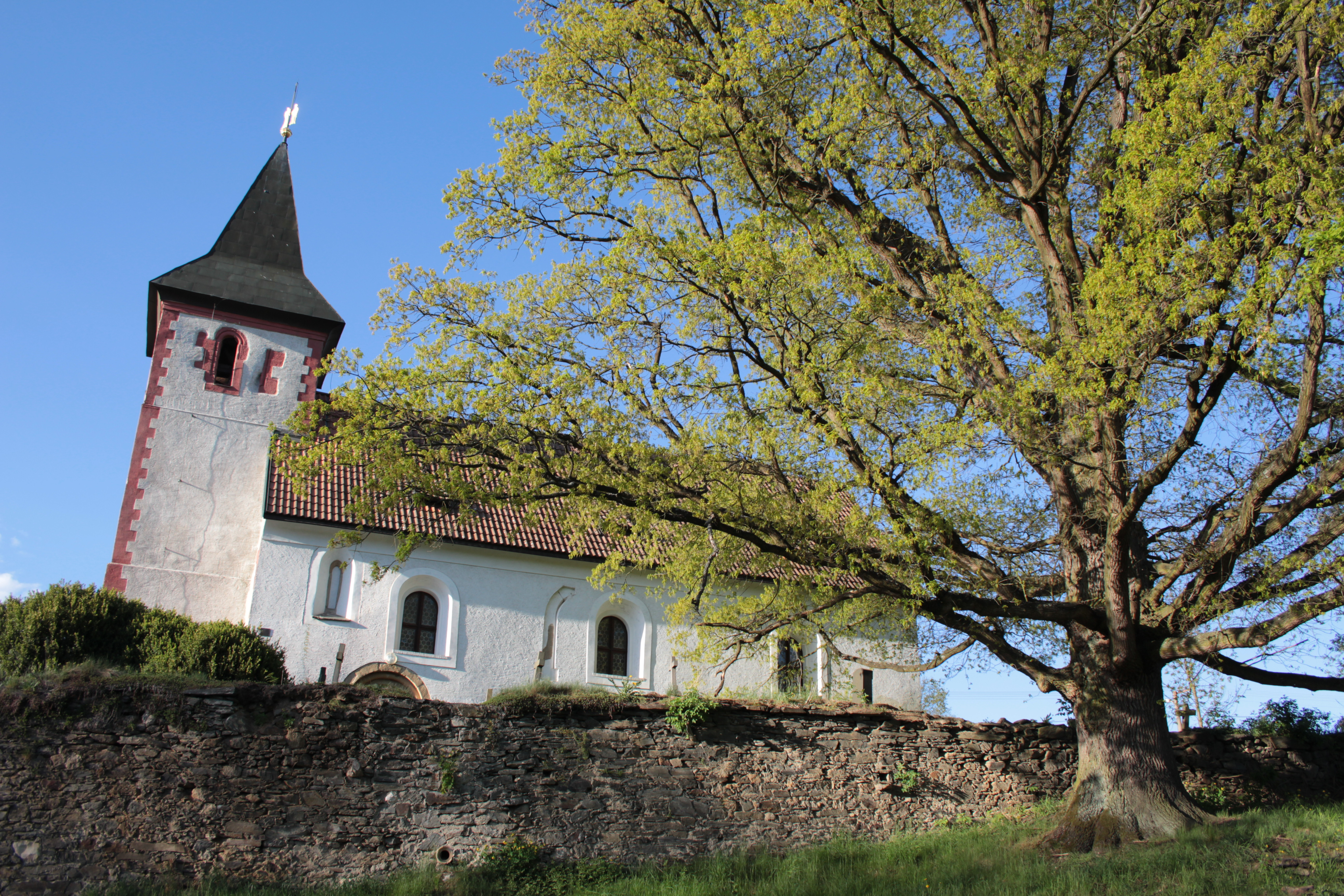
Pohled na kostel zboku (v popředí památný Skviřínský dub)

Kostel je původně románský, ale jeho datace se v některých případech rozchází. Bývá uváděna doba mezi lety 1260–1270, ale je možné, že jej krátce po roce 1230 založil Ratmír ze Skviřína, předek rodu pánů ze Švamberka. Roku 1384 proběhla gotická přestavba, ze které se zachoval krov nad presbytářem a lodí a v něm zazděné gotické okno. Barokní přestavba se odehrála kolem roku 1700, ale můžeme se také dočíst o úpravách, které ukazují na rok 1720. Další velké modifikace proběhly až v devadesátých letech 20. století, kdy byla zvýšena kostelní věž a změněn její tvar. Zároveň byla ke kostelu dostavěna sakristie.

## Stavební podoba
Obdélná jednolodní stavba s pravoúhle zakončeným presbytářem, který není od lodi nijak odsazený a tvoří tak jeden celek. Stejně jako v případě presbytáře, tak i loď je zaklenuta křížovou klenbou bez žeber. Jedná se o barokní přestavbu, v původní podobě byl kostel plochostropý. Z románského období se zachovalo okno na východní stěně presbytáře, zdivo kostela a pískovcový portál na jižní straně kostelní lodi. Portál je půlkruhový s profilovanými válcovými archivoltami a listovými hlavicemi. Na západním průčelí se nachází hranolovitá věž, kde se ve vnitřních prostorách zachoval původní vstup do lodi, a to jak v přízemí, tak v prvním patře stavby. Vybudovaný vstup, který vede z hřbitova do vnitřního prostoru věže, je mladším prvkem z barokní přestavby. Ve věži se taktéž nachází původní románská okna, která byla původně sdružená. Na fasádě jižní a severní strany kostela svatého Petra a Pavla jsou k vidění části bývalých oken, která jsou dnes zazděná. Na severní stěně kostela stojí novodobá sakristie.